# Mistrzostwa Świata w Kolarstwie Szosowym 1924
4. Mistrzostwa świata w kolarstwie szosowym – zawody kolarskie, które odbyły się 2 sierpnia 1924 w stolicy Francji – Paryżu. Były to pierwsze zorganizowane w tym kraju mistrzostwa świata w kolarstwie szosowym. W mistrzostwach świata brało udział 33 zawodników z 9 reprezentacji.
Na mistrzostwach świata zadebiutowała reprezentacja Polski. Bardzo nieudany był start reprezentantów Polski, bowiem nie tylko nie zdobyli oni żadnego medalu, ale nikomu nie udało się zająć miejsca w pierwszej dziesiątce. Najlepszym osiągnięciem było zajęcie 19. miejsca przez Wiktora Hoechsmana.

## Kalendarium zawodów
| Kalendarz MŚ w Kolarstwie Szosowym 1924 |      |
| Konkurencja (dystans)                   | Data |
| Konkurencja (dystans)                   | 2.08 |
| Mężczyźni                               |      |
| Amatorzy                                |      |
| Wyścig ze startu wspólnego (180 km)     |      |

## Medaliści
| Konkurencja dystans – (data) (liczba startujących)                  | Złoto:       | Czas (prędkość)         | Srebro:     | Czas     | Brąz:              | Czas     |
| Mężczyźni                                                           |              |                         |             |          |                    |          |
| Amatorzy                                                            |              |                         |             |          |                    |          |
| Wyścig ze startu wspólnego 180 km – (2 sierpnia) (33 zaw. z 9 rep.) | André Leducq | 5:30:34,8 (32,670 km/h) | Otto Lehner | + 1:01,8 | Armand Blanchonnet | + 3:52,4 |

## Szczegóły

### Wyścig ze startu wspólnego amatorów
| Miejsce | Zawodnik           | Narodowość      | Czas      |
| złoto   | André Leducq       | Francja         | 5:30:34,8 |
| srebro  | Otto Lehner        | Szwajcaria      | + 1:01,8  |
| brąz    | Armand Blanchonnet | Francja         | + 3:52,4  |
| 4       | Libero Ferrario    | Włochy          | + 8:19,8  |
| 5       | Georges Wambst     | Francja         | + 9:37,2  |
| 6       | Georges Antenen    | Szwajcaria      | + 12:15,4 |
| 7       | Arturo Bresciani   | Włochy          | + 15:09,2 |
| 8       | Alfons De Cat      | Belgia          | + 18:32,8 |
| 9       | Jean Van Den Bosch | Belgia          | + 21:53,8 |
| 10      | Eric Pilcher       | Wielka Brytania | + 27:47,4 |
|         |                    |                 |           |
| 19      | Wiktor Hoechsman   | Polska          | + 46:07,2 |

## Tabela medalowa
| Tabela medalowa |               |       |        |      |       |
| Miejsce         | Reprezentacja | Złoto | Srebro | Brąz | Razem |
| 1               | Francja       | 1     | 0      | 1    | 2     |
| 2               | Szwajcaria    | 0     | 1      | 0    | 1     |